# Tachina magna
Tachina magna là một loài ruồi trong họ Tachinidae.